# Liste der Baudenkmäler in Bocholt
Die Liste der Baudenkmäler in Bocholt enthält die denkmalgeschützten Bauwerke auf dem Gebiet der Stadt Bocholt im Kreis Borken in Nordrhein-Westfalen (Stand: 1. Dezember 2023). Diese Baudenkmäler sind in der Denkmalliste der Stadt Bocholt eingetragen; Grundlage für die Aufnahme ist das Denkmalschutzgesetz Nordrhein-Westfalen (DSchG NRW).

Baudenkmäler sind „Denkmäler, die aus baulichen Anlagen oder Teilen baulicher Anlagen bestehen“. Die Denkmalliste der Stadt Bocholt umfasst 155 Baudenkmäler.
Weiterhin sind sechs Objekte als Bodendenkmäler in Teil B der Denkmalliste der Stadt Bocholt eingetragen.

## Allgemein
- Bild: Bild des Kulturdenkmals, ggf. zusätzlich mit einem Link zu weiteren Fotos des Kulturdenkmals im Medienarchiv Wikimedia Commons
- Bezeichnung: Name des Kulturdenkmals
- Lage: Straßenname und Hausnummer oder Flurstücknummer des Kulturdenkmal, gegebenenfalls auch den Ortsteil. Die Grundsortierung der Liste erfolgt nach dieser Adresse. Der Link (Karte) führt zu verschiedenen Kartendiensten mit der Position des Kulturdenkmals. Fehlt dieser Link, wurden die Koordinaten noch nicht eingetragen. Sind diese bekannt, können sie über ein Tool mit einer Kartenansicht einfach nachgetragen werden. In dieser Kartenansicht sind Kulturdenkmale ohne Koordinaten mit einem roten bzw. orangen Marker dargestellt und können durch Verschieben auf die richtige Position in der Karte mit Koordinaten versehen werden. Kulturdenkmale ohne Bild sind an einem blauen bzw. roten Marker erkennbar.
- Beschreibung: Kurzcharakteristik des Kulturdenkmals
- Bauzeit: Baubeginn, Fertigstellung, Datum der Erstnennung oder grobe zeitliche Einordnung entsprechend des Eintrags in der zuständigen Denkmaldatenbank
- Eingetragen seit: Datum der Erfassung in der zuständigen Denkmaldatenbank

## Baudenkmäler
Die Liste umfasst falls vorhanden eine Fotografie des Baudenkmals, als Bezeichnung falls vorhanden den Namen, sonst kursiv den Gebäudetyp, die Adresse, eine kurze Beschreibung des Baudenkmals, dessen Bauzeit, das Datum der Unterschutzstellung sowie die Eintragungsnummer der unteren Denkmalbehörde der Stadt Bocholt. Abkürzungen wurden zum besseren Verständnis aufgelöst, die Typografie an die in der Wikipedia übliche angepasst und Tippfehler korrigiert.
| Bild                                              | Bezeichnung                                       | Lage                                | Beschreibung | Bauzeit | Eingetragen seit                     | Denkmal- nummer |
| ------------------------------------------------- | ------------------------------------------------- | ----------------------------------- | --- | --- | ------------------------------------ | --------------- |
| Haus Woord                                        | Haus Woord                                        | Münsterstraße 9–13 Karte            | zweigeschossiges spätbarockes Herrenhaus aus Ziegel- und Werkstein unter Walmdach                                                                                   | 1792–1795 1934 (Erweiterung)                                                                                           | 24.08.1983                           | 1               |
| BW                                                | Fabrikantenvilla                                  | Böggeringstraße 94 Karte            | neurenaissancistische Backsteinvilla | 1904 | 01.09.1983                           | 2               |
| evangelische Pfarrkirche Suderwick                | evangelische Pfarrkirche Suderwick                | Sporker Straße Karte                | romanische Backsteinsaal mit halb eingezogenem Westturm, gewölbtem Polygonalchor und Holzdecke                                                                      | 1877 | 01.09.1983                           | 3               |
| evangelische Christuskirche                       | evangelische Christuskirche                       | Münsterstraße 19 Karte              | zweischiffige Sandstein-Hallenkirche mit Fassadenturm | 1899–1901 | 01.09.1983                           | 4               |
| Kruzifix Friedhof Suderwick                       | Kruzifix Friedhof Suderwick                       | Wiggerstraße/Kerkpatt Karte         | barockes Sandsteinkreuz auf Sockel | erste Hälfte des 18. Jahrhunderts                                                                                      | 30.11.1983                           | 5               |
| katholische Pfarrkirche St. Michael und Pfarrhaus | katholische Pfarrkirche St. Michael und Pfarrhaus | Hellweg 32–34 Karte                 | Backsteinsaal mit ⅜-Schluss (Kirche) neubarocke Ausmalung eingeschossiger Backsteinbau unter Krüppelwalmdach (Pfarrhaus)                                            | 1765 (Kirche) 1825 (Pfarrhaus)                                                                                         | 30.11.1983                           | 6               |
| BW                                                | Haus Büling                                       | Am Hambrock 23–25 Karte             | zweigeschossiger Backsteinbau | 1709 | 01.12.1983                           | 7               |
| weitere Bilder                                    | katholische Pfarrkirche St. Helena                | Barloer Ringstraße 31 Karte         | flachgedeckter Saalbau mit ⅜-Schluss mit Westturm | 1824 (Saalbau) 1862 (Turm)                                                                                             | 30.11.1983                           | 8               |
| Wohn- und Geschäftshaus                           | Wohn- und Geschäftshaus                           | Osterstraße 1 Karte                 | renaissancistische Hausfront | 1894 | 01.12.1983                           | 9               |
| Pfarrhaus Liebfrauengemeinde                      | Pfarrhaus Liebfrauengemeinde                      | Langenbergstraße 25 Karte           | zweigeschossiger Putzbau unter Satteldach | Ende des 19. Jahrhunderts                                                                                              | 30.11.1983                           | 10              |
| weitere Bilder                                    | katholische St. Agnes-Kapelle                     | Schonenberg Karte                   | dreijochiger Backsteinsaal mit ⅝-Schluss, südöstlicher Sakristei und Dachreiter                                                                                     | 1484–1489 | 30.11.1983                           | 11              |
| katholische Pfarrkirche Liebfrauen                | katholische Pfarrkirche Liebfrauen                | Wesemann-/Langenbergstraße Karte    | flachgedeckter Saalbau mit eingezogenem Chor und ⅝-Schluss Erweiterungsbau mit Turm Ausstattung                                                                     | 1785–1792 (Saalbau) 1912–1914                                                                                          | 30.11.1983                           | 12              |
| katholische Pfarrkirche St. Georg                 | katholische Pfarrkirche St. Georg                 | St.-Georg-Platz Karte               | fünfjochige Stufenhalle nach niederrheinischem Schema mit östlichem Querschiff mit einjochigem Chor im -Schluss, nördlicher zweigeschossiger Vorhalle und Westturm  | 1415 (Chor) 1462 (Langhaus) 1472–1468 (Turm)                                                                           | 25.11.1983                           | 13              |
| Kreuzigungsgruppe (Kalvarienberg)                 | Kreuzigungsgruppe (Kalvarienberg)                 | Münsterstraße / Am Kreuzberg Karte  | drei spätgotische Sandsteinkreuze auf Sockel | um 1550 (Kreuze und Skulpturen Schächer) spätes 19. Jahrhundert (Kreuz Christi)                                        | 30.11.1983                           | 14              |
| weitere Bilder                                    | katholische Pfarrkirche Hl. Kreuz                 | Königsmühlenweg 1 Karte             | Backsteinbasilika mit Turm | um 1936 | 01.12.1983 Neueintragung: 01.12.2023 | 15              |
| Villa am ehemaligen Ostertor (Kunsthaus)          | Villa am ehemaligen Ostertor (Kunsthaus)          | Osterstraße 69 Karte                | neurenaissancistische Backsteinvilla | | 28.10.1983                           | 16              |
| St.-Georg-Gymnasium                               | St.-Georg-Gymnasium                               | Herzogstraße 4/Adenauerallee Karte  | dreigeschossiger Backsteinbau mit Turm unter Walmdach | 1931 | 28.10.1983                           | 17              |
| Friedhofskapelle                                  | Friedhofskapelle                                  | Blücherstraße 122 Karte             | expressionistischer Backsteinbau unter Pyramidendach | um 1937 | 28.10.1983                           | 18              |
| Villa (ehem. Volkshochschule)                     | Villa (ehem. Volkshochschule)                     | Südwall 4a Karte                    | Jugendstil-Villa | 1904 | 28.10.1983                           | 19              |
| weitere Bilder                                    | Altes Rathaus                                     | Markt 1 Karte                       | dreigeschossiger Rechteckbau | 1618–1621 | 28.10.1983                           | 20              |
| Wohnhaus                                          | Wohnhaus                                          | Stenerner Weg 5–7 Karte             | zweigeschossiges historistisches Backstein-Doppelhaus unter Walmdach                                                                                                | um 1920 | 28.10.1983                           | 21              |
| Villa (Musikschule)                               | Villa (Musikschule)                               | Salierstraße 6 Karte                | zweigeschossiger Putzbau unter Walmdach | um 1900 | 28.10.1983                           | 22              |
| Fuckepott (Dampfmaschine)                         | Fuckepott (Dampfmaschine)                         | Rossendale-Promenade Karte          | Antriebswelle einer Dampfmaschine auf Betonsockel | um 1894 | 28.10.1983                           | 23              |
| Bauernhof                                         | Bauernhof                                         | Mussumer Ringstraße 12 Karte        | historistisches Backstein-Längsdeelenhaus Scheunen Wagenschuppen | 1901 | 28.10.1983                           | 24              |
| Wohnhaus (Eckgebäude)                             | Wohnhaus (Eckgebäude)                             | Münsterstraße 17 Karte              | zweigeschossiges historistisches Mietshaus mit gekapptem Dach | 1897 | 01.12.1983                           | 25              |
| Villa                                             | Villa                                             | Bismarckstraße 4 Karte              | zweigeschossiger Backsteinbau unter Mansarddach | 1895 | 01.12.1983                           | 26              |
| Wohnhaus (Doppelhaus)                             | Wohnhaus (Doppelhaus)                             | Bismarckstraße 11 Karte             | zweigeschossiger Backsteinbau | 1902 | 01.12.1983                           | 27              |
| Wohnhaus (Doppelhaus)                             | Wohnhaus (Doppelhaus)                             | Bismarckstraße 13 Karte             | zweigeschossiger Backsteinbau | 1902 | 01.12.1983                           | 28              |
| Wohnhaus                                          | Wohnhaus                                          | Bismarckstraße 23 Karte             | zweigeschossiger neugotischer Backsteinbau unter Mansarddach | 1907 | 27.01.1984                           | 29              |
| Villa                                             | Villa                                             | Adenauerallee 16 Karte              | zweigeschossige Jugendstil-Villa | 1907 | 10.02.1984                           | 30              |
| Wohnhaus (Eckgebäude)                             | Wohnhaus (Eckgebäude)                             | Leopoldstraße 2/Münsterstraße Karte | zweigeschossiges neurenaissancistisches Backsteineckhaus unter gekapptem Dach                                                                                       | 1899 | 10.02.1984                           | 31              |
| Wohnhaus                                          | Wohnhaus                                          | Münsterstraße 21 Karte              | | 1899 | 10.02.1984                           | 32              |
| katholische Pfarrkirche St. Ludger                | katholische Pfarrkirche St. Ludger                | Terhoffsteddestraße 6 Karte         | expressionistischer Backstein-Saalbau unter Satteldach | 1932/1933 | 10.02.1984                           | 33              |
| Villa                                             | Villa                                             | Adenauerallee 14 Karte              | nachklassizistisches Bürgerhaus | 1907 | 23.02.1984                           | 34              |
| Wohnhaus                                          | Wohnhaus                                          | Bismarckstraße 15 Karte             | zweigeschossiger Putzbau unter Mansarddach | 1904 | 23.02.1984                           | 35              |
| weitere Bilder                                    | Schloss Diepenbrock                               | Schlossallee 1 Karte                | zweigeschossiges Herrenhaus unter Walmdach Torhaus Wirtschaftsgebäude Befestigungsanlage                                                                            | 1736 (Umbau) 1532 (Torhaus) 1710 (Wirtschaftsgebäude)                                                                  | 23.02.1984                           | 36              |
| Wohnhaus                                          | Wohnhaus                                          | Bismarckstraße 12 Karte             | zweigeschossiger neugotischer Backsteinbau unter Mansarddach | 1902 | 19.03.1984                           | 38              |
| Wohnhaus                                          | Wohnhaus                                          | Salierstraße 4 Karte                | neubarocke Villa | 1904 | 19.03.1984                           | 39              |
| Villa                                             | Villa                                             | Osterstraße 71 Karte                | zweigeschossiger neurenaissancistischer Putzbau | vor 1900 | 19.03.1984                           | 40              |
| Wohnhaus                                          | Wohnhaus                                          | Schwartzstraße 1 Karte              | neurenaissancistischer Backsteinbau unter Walmdach | um 1900 | 19.03.1984                           | 41              |
| Villa                                             | Villa                                             | Schwartzstraße 7 Karte              | zweigeschossige Backstein-/Putzbauvilla | 1905 | 19.03.1984                           | 42              |
| Bauernhaus                                        | Bauernhaus                                        | Wollstegge 39 Karte                 | Zweiständerhaus aus Backstein | frühes 19. Jahrhundert                                                                                                 | 19.03.1984                           | 43              |
| Bürgerhaus                                        | Bürgerhaus                                        | Kaiser-Wilhelm-Straße 11 Karte      | zweigeschossiger Putzbau unter Walmdach | um 1860 | 04.07.1984                           | 44              |
| Windrad                                           | Windrad                                           | Lange Fohre 6 Karte                 | Windrad auf Eisenmast | 1904 | 04.07.1984                           | 45              |
| Wohnhaus                                          | Wohnhaus                                          | Schwartzstraße 14 Karte             | Außenfassade | um 1900 | 04.07.1984                           | 46              |
| Fabrikschornstein ehemalige Spinnerei Driessen    | Fabrikschornstein ehemalige Spinnerei Driessen    | Berliner Platz 2 Karte              | achteckiger Schornstein auf Sockel | um 1857 | 04.07.1984                           | 47              |
| Wasserturm                                        | Wasserturm                                        | Auf der Recke/Herzogstraße Karte    | Intze-Turm | 1913 | 04.07.1984                           | 48              |
| Haus Efing                                        | Haus Efing                                        | Am Efing 20 Karte                   | zweigeschossiges Herrenhaus Torhaus Treppenturm Gräftenanlage | um 1570 (Herrenhaus, Turm) 18. Jahrhundert (Torhaus, Umbau Herrenhaus) 1655 (Umbau Herrenhaus) 1669 (Umbau Herrenhaus) | 04.07.1984                           | 49              |
| BW                                                | Statue St. Michael                                | Münsterstraße Karte                 | barocke Statue auf Sockel | um 1700 | 04.07.1984                           | 50              |
| Haus Heidefeld                                    | Haus Heidefeld                                    | Dinxperloer Straße 340 Karte        | zweigeschossiges Haupthaus Wirtschaftsflügel unter Satteldach | um 1860 | 04.10.1984                           | 51              |
| zwei Wohngebäude                                  | zwei Wohngebäude                                  | Ritterstraße 15–17 Karte            | zweigeschossige Backsteinbauten unter Walmdach | um 1928 | 02.10.1984                           | 52              |
| Wohnhaus                                          | Wohnhaus                                          | Adenauerallee 34 Karte              | Villa | um 1900 | 02.10.1984                           | 53              |
| Wohnhaus                                          | Wohnhaus                                          | Adenauerallee 26 Karte              | zweigeschossiger Backsteinbau unter Mansarddach | 1899 | 02.10.1984                           | 54              |
| Wohnhaus                                          | Wohnhaus                                          | Adenauerallee 28 Karte              | zweigeschossiger Backsteinbau unter Mansarddach | | 02.10.1984                           | 55              |
| Wohnhaus                                          | Wohnhaus                                          | Adenauerallee 30 Karte              | zweigeschossiger Backsteinbau unter Mansarddach | | 02.10.1984                           | 56              |
| Amtsgericht Bocholt                               | Amtsgericht Bocholt                               | Benölkenplatz 2 Karte               | historistischer dreigeschossiger Ziegelsteinbau unter Satteldach | 1911 | 23.07.1984                           | 57              |
| Staatsanwaltschaft Bocholt                        | Staatsanwaltschaft Bocholt                        | Benölkenplatz 3 Karte               | zweigeschossiger Backsteinbau | 1912 | 25.11.1984                           | 58              |
| Villa (Stadtmuseum)                               | Villa (Stadtmuseum)                               | Osterstraße 66 Karte                | Villa unter Walmdach im Reformstil | | 14.11.1984                           | 59              |
| Wohnhaus                                          | Wohnhaus                                          | Bismarckstraße 9 Karte              | zweigeschossiger Putzbau unter Walmdach | | 20.02.1985                           | 60              |
| BW                                                | Siedlung Beckmannplatz                            | Seydlitzstraße 4 Karte              | zweigeschossiger Klinker-/Putzbau | 1925–1935 | 14.07.1984                           | 61.1            |
| BW                                                | Siedlung Beckmannplatz                            | Beckmannplatz 19 Karte              | zweigeschossiger Klinker-/Putzbau | 1925–1935 | 14.07.1984                           | 61.2            |
| Siedlung Beckmannplatz                            | Siedlung Beckmannplatz                            | Beckmannplatz 22 Karte              | zweigeschossiger Klinker-/Putzbau | 1925–1935 | 14.07.1984                           | 61.3            |
| BW                                                | Siedlung Beckmannplatz                            | Beckmannplatz 17 Karte              | zweigeschossiger Klinker-/Putzbau | 1925–1935 | 26.02.1987                           | 61.4            |
| Siedlung Beckmannplatz                            | Siedlung Beckmannplatz                            | Beckmannplatz 14 Karte              | zweigeschossiger Klinker-/Putzbau | 1925–1935 | 20.07.1987                           | 61.5            |
| BW                                                | Siedlung Beckmannplatz                            | Yorckstraße 44 Karte                | zweigeschossiger Klinker-/Putzbau | 1925–1935 | 03.11.1987                           | 61.6            |
| BW                                                | Siedlung Beckmannplatz                            | Yorckstraße 54 Karte                | zweigeschossiger Klinker-/Putzbau | 1925–1935 | 03.11.1987                           | 61.7            |
| BW                                                | Siedlung Beckmannplatz                            | Blücherstraße 92 Karte              | zweigeschossiger Klinker-/Putzbau | 1925–1935 | 03.11.1987                           | 61.8            |
| BW                                                | Siedlung Beckmannplatz                            | Moltkestraße 49 Karte               | zweigeschossiger Klinker-/Putzbau | 1925–1935 | 25.04.1988                           | 61.9            |
| BW                                                | Siedlung Beckmannplatz                            | Yorckstraße 81 Karte                | zweigeschossiger Klinker-/Putzbau | 1925–1935 | 25.04.1988                           | 61.10           |
| BW                                                | Siedlung Beckmannplatz                            | Seydlitzstraße 5 Karte              | zweigeschossiger Klinker-/Putzbau | 1925–1935 | 25.04.1988                           | 61.11           |
| BW                                                | Siedlung Beckmannplatz                            | Beckmannplatz 2 Karte               | zweigeschossiger Klinker-/Putzbau | 1925–1935 | 18.01.1991                           | 61.12           |
| Vereinshaus der Siedlung Beckmannplatz            | Vereinshaus der Siedlung Beckmannplatz            | Seydlitzstraße 17 Karte             | | 1925–1935 | 18.01.1991                           | 61.13           |
| Siedlung Beckmannplatz                            | Siedlung Beckmannplatz                            | Beckmannplatz 1 Karte               | zweigeschossiger Klinker-/Putzbau | 1925–1935 | 19.08.1994                           | 61.14           |
| Siedlung Beckmannplatz                            | Siedlung Beckmannplatz                            | Beckmannplatz 3 Karte               | zweigeschossiger Klinker-/Putzbau | 1925–1935 | 19.08.1994                           | 61.15           |
| BW                                                | Siedlung Beckmannplatz                            | Beckmannplatz 4 Karte               | zweigeschossiger Klinker-/Putzbau | 1925–1935 | 19.08.1994                           | 61.16           |
| BW                                                | Siedlung Beckmannplatz                            | Beckmannplatz 5 Karte               | zweigeschossiger Klinker-/Putzbau | 1925–1935 | 19.08.1994                           | 61.17           |
| BW                                                | Siedlung Beckmannplatz                            | Beckmannplatz 6 Karte               | zweigeschossiger Klinker-/Putzbau | 1925–1935 | 19.08.1994                           | 61.18           |
| Siedlung Beckmannplatz                            | Siedlung Beckmannplatz                            | Beckmannplatz 7 Karte               | zweigeschossiger Klinker-/Putzbau | 1925–1935 | 19.08.1994                           | 61.19           |
| BW                                                | Siedlung Beckmannplatz                            | Beckmannplatz 8 Karte               | zweigeschossiger Klinker-/Putzbau | 1925–1935 | 19.08.1994                           | 61.20           |
| BW                                                | Siedlung Beckmannplatz                            | Beckmannplatz 9 Karte               | zweigeschossiger Klinker-/Putzbau | 1925–1935 | 19.08.1994                           | 61.21           |
| BW                                                | Siedlung Beckmannplatz                            | Beckmannplatz 10 Karte              | zweigeschossiger Klinker-/Putzbau | 1925–1935 | 19.08.1994                           | 61.22           |
| Siedlung Beckmannplatz                            | Siedlung Beckmannplatz                            | Beckmannplatz 11 Karte              | zweigeschossiger Klinker-/Putzbau | 1925–1935 | 19.08.1994                           | 61.23           |
| BW                                                | Siedlung Beckmannplatz                            | Beckmannplatz 12 Karte              | zweigeschossiger Klinker-/Putzbau | 1925–1935 | 19.08.1994                           | 61.24           |
| BW                                                | Siedlung Beckmannplatz                            | Beckmannplatz 13 Karte              | zweigeschossiger Klinker-/Putzbau | 1925–1935 | 19.08.1994                           | 61.25           |
| Siedlung Beckmannplatz                            | Siedlung Beckmannplatz                            | Beckmannplatz 15 Karte              | zweigeschossiger Klinker-/Putzbau | 1925–1935 | 19.08.1994                           | 61.26           |
| BW                                                | Siedlung Beckmannplatz                            | Beckmannplatz 16 Karte              | zweigeschossiger Klinker-/Putzbau | 1925–1935 | 19.08.1994                           | 61.27           |
| Siedlung Beckmannplatz                            | Siedlung Beckmannplatz                            | Beckmannplatz 18 Karte              | zweigeschossiger Klinker-/Putzbau | 1925–1935 | 19.08.1994                           | 61.28           |
| Siedlung Beckmannplatz                            | Siedlung Beckmannplatz                            | Beckmannplatz 20 Karte              | zweigeschossiger Klinker-/Putzbau | 1925–1935 | 19.08.1994                           | 61.29           |
| BW                                                | Siedlung Beckmannplatz                            | Beckmannplatz 21 Karte              | zweigeschossiger Klinker-/Putzbau | 1925–1935 | 19.08.1994                           | 61.30           |
| BW                                                | Siedlung Beckmannplatz                            | Yorckstraße 42 Karte                | zweigeschossiger Klinker-/Putzbau | 1925–1935 | 19.08.1994                           | 61.31           |
| BW                                                | Siedlung Beckmannplatz                            | Yorckstraße 46 Karte                | zweigeschossiger Klinker-/Putzbau | 1925–1935 | 19.08.1994                           | 61.32           |
| BW                                                | Siedlung Beckmannplatz                            | Yorckstraße 48 Karte                | zweigeschossiger Klinker-/Putzbau | 1925–1935 | 19.08.1994                           | 61.33           |
| BW                                                | Siedlung Beckmannplatz                            | Yorckstraße 50 Karte                | zweigeschossiger Klinker-/Putzbau | 1925–1935 | 19.08.1994                           | 61.34           |
| BW                                                | Siedlung Beckmannplatz                            | Yorckstraße 52 Karte                | zweigeschossiger Klinker-/Putzbau | 1925–1935 | 19.08.1994                           | 61.35           |
| BW                                                | Siedlung Beckmannplatz                            | Yorckstraße 56 Karte                | zweigeschossiger Klinker-/Putzbau | 1925–1935 | 19.08.1994                           | 61.36           |
| BW                                                | Siedlung Beckmannplatz                            | Seydlitzstraße 11 Karte             | zweigeschossiger Klinker-/Putzbau | 1925–1935 | 19.08.1994                           | 61.37           |
| BW                                                | Siedlung Beckmannplatz                            | Seydlitzstraße 13 Karte             | zweigeschossiger Klinker-/Putzbau | 1925–1935 | 19.08.1994                           | 61.38           |
| BW                                                | Siedlung Beckmannplatz                            | Seydlitzstraße 15 Karte             | zweigeschossiger Klinker-/Putzbau | 1925–1935 | 19.08.1994                           | 61.39           |
| BW                                                | Siedlung Beckmannplatz                            | Seydlitzstraße 19 Karte             | zweigeschossiger Klinker-/Putzbau | 1925–1935 | 19.08.1994                           | 61.40           |
| BW                                                | Siedlung Beckmannplatz                            | Seydlitzstraße 21 Karte             | zweigeschossiger Klinker-/Putzbau | 1925–1935 | 19.08.1994                           | 61.41           |
| BW                                                | Siedlung Beckmannplatz                            | Seydlitzstraße 23 Karte             | zweigeschossiger Klinker-/Putzbau | 1925–1935 | 19.08.1994                           | 61.42           |
| BW                                                | Siedlung Beckmannplatz                            | Seydlitzstraße 25 Karte             | zweigeschossiger Klinker-/Putzbau | 1925–1935 | 19.08.1994                           | 61.43           |
| BW                                                | Siedlung Beckmannplatz                            | Seydlitzstraße 9 Karte              | zweigeschossiger Klinker-/Putzbau | 1925–1935 | 28.09.1999                           | 61.44           |
| BW                                                | Siedlung Beckmannplatz                            | Yorckstraße 58 Karte                | zweigeschossiger Klinker-/Putzbau | 1925–1935 | 12.07.2004                           | 61.45           |
| BW                                                | Siedlung Beckmannplatz                            | Blücherstraße 76 Karte              | zweigeschossiger Klinker-/Putzbau | 1925–1935 | 02.09.2010                           | 61.46           |
| BW                                                | Siedlung Beckmannplatz                            | Blücherstraße 78 Karte              | zweigeschossiger Klinker-/Putzbau | 1925–1935 | 02.09.2010                           | 61.47           |
| BW                                                | Siedlung Beckmannplatz                            | Blücherstraße 80 Karte              | zweigeschossiger Klinker-/Putzbau | 1925–1935 | 02.09.2010                           | 61.48           |
| BW                                                | Siedlung Beckmannplatz                            | Blücherstraße 82 Karte              | zweigeschossiger Klinker-/Putzbau | 1925–1935 | 02.09.2010                           | 61.49           |
| BW                                                | Siedlung Beckmannplatz                            | Blücherstraße 84 Karte              | zweigeschossiger Klinker-/Putzbau | 1925–1935 | 02.09.2010                           | 61.50           |
| BW                                                | Siedlung Beckmannplatz                            | Blücherstraße 86 Karte              | zweigeschossiger Klinker-/Putzbau | 1925–1935 | 02.09.2010                           | 61.51           |
| BW                                                | Siedlung Beckmannplatz                            | Blücherstraße 88 Karte              | zweigeschossiger Klinker-/Putzbau | 1925–1935 | 02.09.2010                           | 61.52           |
| BW                                                | Siedlung Beckmannplatz                            | Blücherstraße 90 Karte              | zweigeschossiger Klinker-/Putzbau | 1925–1935 | 02.09.2010                           | 61.53           |
| BW                                                | Siedlung Beckmannplatz                            | Blücherstraße 94 Karte              | zweigeschossiger Klinker-/Putzbau | 1925–1935 | 02.09.2010                           | 61.54           |
| BW                                                | Siedlung Beckmannplatz                            | Blücherstraße 96 Karte              | zweigeschossiger Klinker-/Putzbau | 1925–1935 | 02.09.2010                           | 61.55           |
| BW                                                | Siedlung Beckmannplatz                            | Blücherstraße 98 Karte              | zweigeschossiger Klinker-/Putzbau | 1925–1935 | 02.09.2010                           | 61.56           |
| BW                                                | Siedlung Beckmannplatz                            | Seydlitzstraße 1 Karte              | zweigeschossiger Klinker-/Putzbau | 1925–1935 | 02.09.2010                           | 61.57           |
| BW                                                | Siedlung Beckmannplatz                            | Seydlitzstraße 2 Karte              | zweigeschossiger Klinker-/Putzbau | 1925–1935 | 02.09.2010                           | 61.58           |
| BW                                                | Siedlung Beckmannplatz                            | Seydlitzstraße 3 Karte              | zweigeschossiger Klinker-/Putzbau | 1925–1935 | 02.09.2010                           | 61.59           |
| BW                                                | Siedlung Beckmannplatz                            | Seydlitzstraße 6 Karte              | zweigeschossiger Klinker-/Putzbau | 1925–1935 | 02.09.2010                           | 61.60           |
| BW                                                | Siedlung Beckmannplatz                            | Seydlitzstraße 8 Karte              | zweigeschossiger Klinker-/Putzbau | 1925–1935 | 02.09.2010                           | 61.61           |
| BW                                                | Siedlung Beckmannplatz                            | Seydlitzstraße 10 Karte             | zweigeschossiger Klinker-/Putzbau | 1925–1935 | 02.09.2010                           | 61.62           |
| BW                                                | Siedlung Beckmannplatz                            | Seydlitzstraße 12 Karte             | zweigeschossiger Klinker-/Putzbau | 1925–1935 | 02.09.2010                           | 61.63           |
| BW                                                | Siedlung Beckmannplatz                            | Seydlitzstraße 27 Karte             | zweigeschossiger Klinker-/Putzbau | 1925–1935 | 02.09.2010                           | 61.64           |
| BW                                                | Siedlung Beckmannplatz                            | Seydlitzstraße 29 Karte             | zweigeschossiger Klinker-/Putzbau | 1925–1935 | 02.09.2010                           | 61.65           |
| BW                                                | Siedlung Beckmannplatz                            | Seydlitzstraße 7 Karte              | zweigeschossiger Klinker-/Putzbau | 1925–1935 | 02.09.2010                           | 61.66           |
| Wohnhaus                                          | Wohnhaus                                          | Münsterstraße 12 Karte              | neurenaissancistische Backsteinhaus | | 29.07.1986                           | 63              |
| Wohnhaus                                          | Wohnhaus                                          | Viktoriastraße 36 Karte             | historistisches Kleinwohnhaus | | 26.02.1987                           | 64              |
| Bahnhof                                           | Bahnhof                                           | Hindenburgstraße 5 Karte            | eingeschossiges Empfangsgebäude unter Satteldach mit Anbau unter Walmdach Bahnsteigüberdachungen Unterführung mit Geländer und Fliesen Überdachung der Unterführung | 1904 | 27.04.1990                           | 65              |
| BW                                                | Bauernhaus Klein-Hardt                            | Harderhook 3 Karte                  | zweigeschossiger Backsteinbau unter Krüppelwalmdach Wirtschaftsteil mit Längsdeele                                                                                  | 1834 | 17.12.1993                           | 67              |
| katholische Pfarrkirche St. Josef und Pfarrhaus   | katholische Pfarrkirche St. Josef und Pfarrhaus   | Kirchplatz St. Josef 1–5 Karte      | dreischiffige neugotische Backsteinhalle mit Querhaus, Chorpolygonen und Westturm zweigeschossiges Haus unter Satteldach                                            | | 04.03.1994                           | 68              |
| BW                                                | Villa                                             | Adenauerallee 81 Karte              | zweigeschossiger Backsteinbau | | 04.03.1994                           | 69              |
| Wohnhaus                                          | Wohnhaus                                          | Adenauerallee 36 Karte              | zweigeschossiges Wohnhaus unter Walmdach | | 19.05.1999                           | 70              |
| Villa                                             | Villa                                             | Adenauerallee 79 Karte              | Backsteinvilla | 1925 | 28.10.1999                           | 71              |
| Kötterhaus                                        | Kötterhaus                                        | Am Rosenberg 1 Karte                | Zweiständerfachwerkgebäude | Mitte des 17. Jahrhunderts spätes 18. Jahrhundert                                                                      | 25.10.2001                           | 72              |
| Villa                                             | Villa                                             | Adenauerallee 32 Karte              | zweigeschossiges Backsteineckhaus | 1896 | 04.12.2001                           | 73              |
| Spinnerei Hammersen                               | Spinnerei Hammersen                               | Werther Straße 78a–78b Karte        | viergeschossiges Backsteingebäude Anbau | 1898 (Haupthaus) 1905 (Anbau)                                                                                          | 23.05.2002                           | 74              |
| Verwaltungsgebäude                                | Verwaltungsgebäude                                | Münsterstraße 76 Karte              | dreigeschossiges Jugendstil-Gebäude (Architekten: Fritz Becker, Carl Staudt)                                                                                        | 1922 | 11.07.2002                           | 75              |
| Sommerhaus Drießen                                | Sommerhaus Drießen                                | In der Ziegelheide 239a Karte       | Jugendstilhaus | 1913 | 25.04.2008                           | 76              |
| russischer Friedhof                               | russischer Friedhof                               | Vardingholter Straße Karte          | Kriegsgräberfriedhof Obelisk | 1964 | 04.06.2008                           | 77              |
| jüdischer Friedhof                                | jüdischer Friedhof                                | Vardingholter Straße Karte          | Friedhof Denkmal | 1940 (Friedhof) 1925 (Denkmal) ab 1882 (Grabsteine)                                                                    | 04.06.2008                           | 78              |
| städtischer Friedhof Bocholt                      | städtischer Friedhof Bocholt                      | Blücherstraße 122 Karte             | Friedhofsareal Mauer Wegesystem Bepflanzung Grabstätten Ehrenfriedhöfe Alleen Kreuzigungsgruppe                                                                     | 1904–1906 | 04.06.2008                           | 79              |
| Umspannstation                                    | Umspannstation                                    | Karolingerstraße 40 Karte           | Schalthaus unter Walm-/Satteldach Wohngebäude unter Satteldach | 1914 | 18.06.2010                           | 80              |
| Villa                                             | Villa                                             | Adenauerallee 66 Karte              | eingeschossiger Putzbau mit zweigeschossigem Mansard- und Krüppelwalmdach                                                                                           | 1912 | 03.01.2011                           | 81              |
| BW                                                | Clemens-Dülmer-Schule                             | Im Bollwerk 2 Karte                 | | | 28.03.2012                           | 82              |
| BW                                                | Wohnhaus                                          | Adenauerallee 4-6 Karte             | | | 25.08.2015                           | 83              |
| BW                                                | ehem. Leichenhalle                                | Adenauerallee 6a Karte              | | | 14.10.2015                           | 84              |
| BW                                                | Rathaus                                           | Berliner Platz 1 Karte              | | | 02.11.2016                           | 85              |
| BW                                                | Wohnhaus                                          | Nordstraße 62/62 a Karte            | | | 29.08.2016                           | 86              |
| BW                                                | Wohnhaus                                          | Karolingerstraße 46 Karte           | | | 17.02.2020                           | 87              |
| BW                                                | Wohnhaus                                          | Neustraße 19 Karte                  | | | 24.03.2020                           | 88              |
| BW                                                | Pavillon                                          | Südwall 10 Karte                    | | | 30.05.2022                           | 89              |
| BW                                                | katholische Pfarrkirche St. Norbert               | Norbertplatz 1 Karte                | | | 06.12.2022                           | 90              |

### Ehemalige Baudenkmäler
| Bild                           | Bezeichnung                    | Lage                      | Beschreibung                                           | Bauzeit | Eingetragen seit | Denkmal- nummer |
| ------------------------------ | ------------------------------ | ------------------------- | ------------------------------------------------------ | ------- | ---------------- | --------------- |
| BW                             | zwei Statuen (Flora und Ceres) | Kurfürstenstraße 21 Karte | Sandsteinskulpturen auf Sockel; gelöscht am 23.12.2016 | um 1700 | 08.03.1984       | 37              |
| Wohn- und Geschäftshaus        | Wohn- und Geschäftshaus        | Langenbergstraße 49 Karte | gelöscht am 21.06.2010                                 |         | 29.07.1986       | 62              |
| Eisenbahnstrecke Bocholt–Barlo | Eisenbahnstrecke Bocholt–Barlo |                           | gelöscht am 09.01.2008                                 |         | 21.03.1991       | 66              |